# How to Change Your Mind (minissérie)
How to Change Your Mind é uma série documental americana de 2022 baseada no livro de mesmo nome de Michael Pollan. Consiste em quatro episódios, que foram lançados em 12 de julho de 2022, na Netflix e dão insights sobre as drogas psicodélicas LSD, psilocibina, MDMA e mescalina, bem como seus usos na terapia psicodélica. A série foi dublada em espanhol, hindi, português, francês, russo, alemão, italiano, polonês, tcheco e húngaro.

## Produção
Michael Pollan publicou seu livro How to Change Your Mind em 2018. Ele atua como apresentador e guia durante toda a minissérie.
Em 16 de junho de 2022, a Netflix publicou pela primeira vez um trailer da série e anunciou que Lucy Walker e Alison Ellwood dirigiriam, enquanto Alex Gibney atuaria como produtor executivo. Gibney expressou seu prazer em trabalhar no projeto, acrescentando "É tão importante — uma revelação sobre como alguns alucinógenos, uma vez vilipendiados, podem levar à atenção plena. A nova ciência mostra que essas drogas podem salvar vidas e mudar nossas mentes, ajudando-nos a viver vidas melhores."
De acordo com a diretora Alison Ellwood, a série tenta omitir "tropos visuais psicodélicos – cores selvagens, listras de arco-íris, imagens metamórficas" para torná-la relacionável a pessoas que não tiveram experiências psicodélicas.

## Episódios
| N.º | Título       | Dirigido por                 | Exibição original   |
| --- | ------------ | ---------------------------- | ------------------- |
| 1 | "LSD"        | Lucy Walker                  | 12 de julho de 2022 |
| O episódio de estreia da série sobre dietilamida do ácido lisérgico (LSD) foca em tópicos como a primeira síntese da droga em 1938, Bicycle Day, o Harvard Psilocybin Project, o Projeto MKUltra, os Acid Tests, bem como a microdosagem psicodélica e a terapia psicodélica. Ele apresenta entrevistas com Albert Hofmann, Humphry Osmond, Timothy Leary, James Fadiman, Richard Alpert e Ken Kesey, entre outros.                                           |              |                              |                     |
| 2 | "Psilocybin" | Lucy Walker & Alison Ellwood | 12 de julho de 2022 |
| Tópicos abordados no episódio sobre psilocibina e cogumelos psilocibinos incluem terapia com psilocibina, curandeiros, o ensaio fotográfico "Seeking the Magic Mushroom", o Experimento Spring Grove, abordagens acadêmicas do misticismo, bem como o status legal dos cogumelos psilocibinos e a morte do ego. Os entrevistados incluem María Sabina, R. Gordon Wasson, Albert Hofmann, Timothy Leary, William Richards, Paul Stamets e Roland Griffiths.    |              |                              |                     |
| 3 | "MDMA"       | Alison Ellwood & Lucy Walker | 12 de julho de 2022 |
| 3,4-Metilenodioximetanfetamina (MDMA) ou "ecstasy" é a droga em foco neste episódio, com ênfase particular em temas como psicoterapia assistida por MDMA (incluindo tratamentos psicodélicos para transtornos relacionados a traumas), a Associação Multidisciplinar para Estudos Psicodélicos, bem como raves e o Segundo Verão do Amor. Algumas das figuras proeminentes entrevistadas neste episódio são Ann e Alexander Shulgin, Ben Sessa e Rick Doblin. |              |                              |                     |
| 4 | "Mescaline"  | Alison Ellwood & Lucy Walker | 12 de julho de 2022 |
| O episódio final sobre mescalina dá insights sobre o peiote e a cerimônia do peiote como administrada por indígenas americanos, como adeptos da Igreja Nativa Americana, bem como sobre o movimento "Decriminalize Nature". Ele menciona Echinopsis pachanoi e os Mistérios de Elêusis. Alguns dos entrevistados são Alfred Leo Smith, Aldous Huxley, Humphry Osmond e Timothy Leary.                                                                         |              |                              |                     |

## Recepção
No Rotten Tomatoes, a minissérie tem uma taxa de aprovação de 100% com base em 9 avaliações, com uma classificação média de 7,40/10. Stuart Heritage, do The Guardian, chamou a minissérie de "extremamente eloquente e convincente". Natalia Winkelman, do The Boston Globe, criticou a série por ser muito unilateral e não abordar adequadamente os efeitos adversos dos psicodélicos. O crítico do San Francisco Chronicle Bob Strauss considerou a série "não abrangente, mas repleta de informações interessantes" e disse que forneceu "múltiplas visões valiosas que podem ser alucinantes".